# Insectivora
Los insectívoros (Insectivora) son un orden polifilético de mamíferos placentarios, hoy en desuso. Entre los insectívoros se clasificaban diversos placentarios primitivos que no podían encajar en otros órdenes. El orden Insectivora era, pues, más una conveniencia que un grupo natural.
Los caracteres que definían el grupo son claramente plesiomórficos, es decir, rasgos primitivos comunes al tronco ancestral mamiferino, como su pequeño tamaño, pies plantígrados, hábitos nocturnos, dentición completa, alimentación basada en la captura de insectos y de otros pequeños invertebrados.

## Reordenación taxonomómica
Las diferentes familias que componían el orden Insectivora han sido movidas a los siguientes grupos:
- Erinaceidae (erizos y ratas lunares), Soricidae (musarañas), Talpidae (topos y desmanes) y Solenodontidae (almiquíes) forman el orden Eulipotyphla.
- Tenrecidae (tenrecs malgaches y musarañas-nutria africanas) y Chrysochloridae (topos dorados africanos) forman el orden Afrosoricida.
- Macroscelididae (musarañas elefante) conforman el orden Macroscelidea.
- Tupaiidae (tupayas) forman parte del orden Scandentia.
- Cynocephalidae (colugos) forman parte del orden Dermoptera.